# عمارة الفقراء

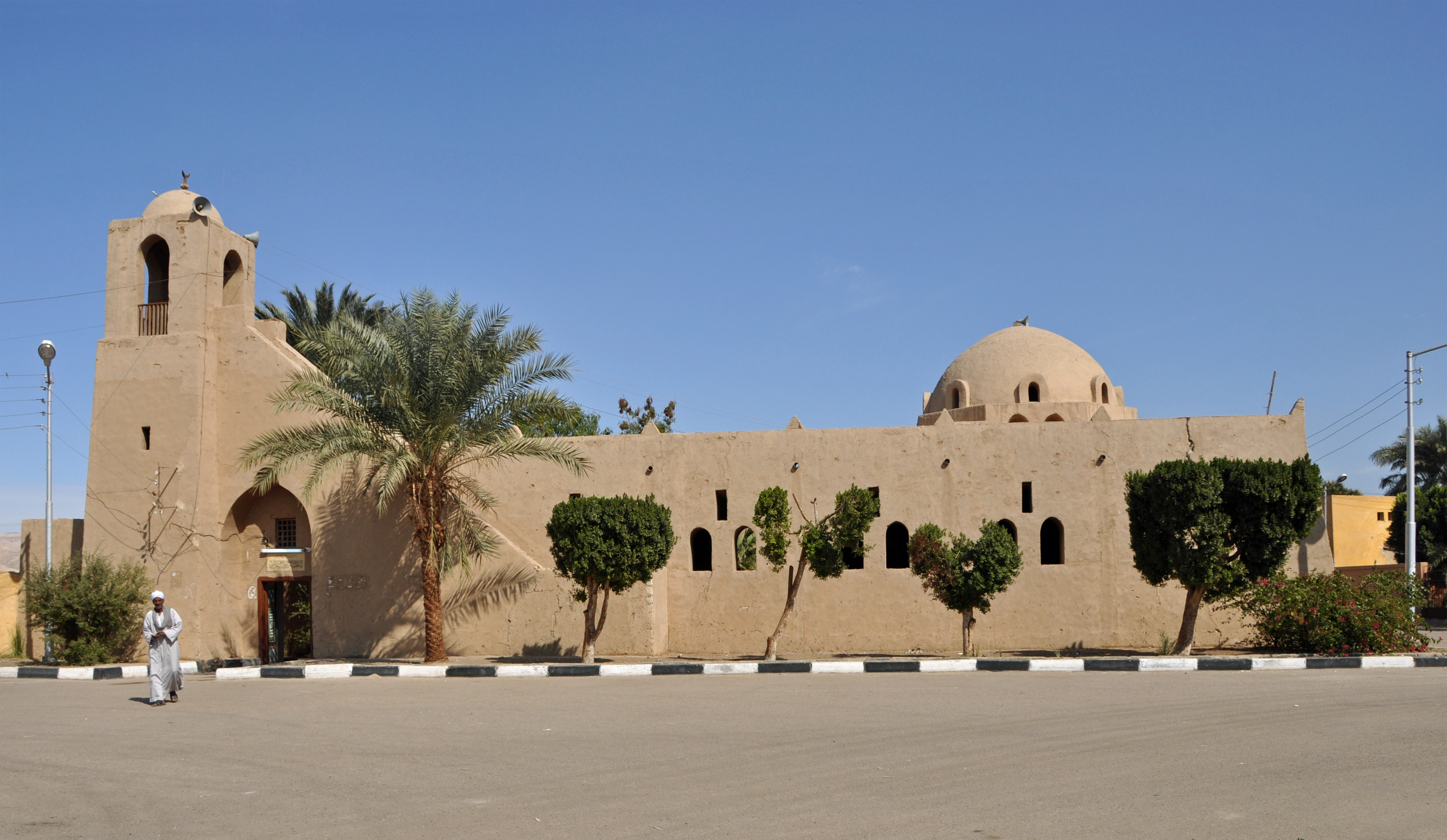
مسجد القرنة الجديد بالأقصر

عمارة الفقراء (بالإنجليزية: Architecture of the Poor)‏ هو كتاب للمعماري المصري حسن فتحي يتناول رؤيته الخاصة حول العمارة البيئية وتجربته في مصر وبالأخص قرية القرنة. والكتاب بالإنجليزية، وترجمه فيما بعد للعربية د. مصطفى إبراهيم فهمي.
صدرت طبعته الأولى تحت عنوان «القرنة: قصة قريتين» في طبعة محدودة من اصدرات وزارة الثقافة المصرية عام 1969 بالقاهرة.
نُشِر الكتاب بعد ذلك في الولايات المتحدة عام 1973 بواسطة جامعة شيكاغو ثم نشر في مصر عام 1989 بواسطة الجامعة الأمريكية بالقاهرة.
صدرت ترجمته العربية عام 1993 حين قام د. مصطفى إبراهيم فهمي بترجمته بمبادرة شخصية وقد صدر عن كتاب أخبار اليوم وأعيد طبعه في سلسلة مكتبة الأسرة عام 2000

## فصول الكتاب
كتب تمهيد الكتاب وليام ر. بولك، رئيس معهد أدلاي ستيفنسون للشئون الدولية 
يقع الكتاب في أربع فصول:
1. لحن الاستهلال: الحلم والواقع
2. لحن الترنيمة (كورال): الإنسان والمجتمع والتكنولوجيا
3. لحن الترديد (فوجة): المهندس المعماري، والفلاح، والبيروقراطي
4. لحن الختام: القرنة في سبات

مع 6 ملحقات تحتوي بعض الدراسات والإحصائيات حول طرق البناء بالطوب اللبن وتكلفتها الاقتصادية.

## ملخص الكتاب
يتناول الكتاب رؤية حسن فتحي للرجوع إلى وسائل البناء التقليدية المستمدة من البيئة المحليّة كوسيلة لتنمية الريف المصري (ريف ثلاثينات وأربعينات القرن العشرين) واستخدام الطوب اللبن بشكل عام لبناء منازل أكثر راحة ونظافة بتكلفة أقل.
يعرض حسن فتحي في الكتاب تجربته الخاصة ومحاولة استلهام الأساليب التقليدية في البناء وبخاصة المنازل النوبية في الجنوب، محاولته لتطوير تقنيات البناء بالطوب اللبن لبناء منازل نظيفة وراقية وفي نفس الوقت بسيطة بحيث يظل بمقدور الفلاح بناء بيته بنفسه بدون الحاجة لتقنيات معقدة ومكلفة.
يعرض أيضا تجربته في بناء البيوت الطينية في أكثر من مكان بمصر، بيت حامد سعيد في المرج، عزبة البصري، قرية القرنة وغيرها.
أيضا يتناول الكتاب أفكار حسن فتحي لتمية الريف تنمية شاملة ومحاولة الارتقاء بالخدمات الصحية والاجتماعية بالريف وتحسين الصناعة الريفية.
أيضا يعرض الكتاب لرؤية حسن فتحي في العلاقة بين المالك والمعماري، والبعد عن فكرة البيوت الضيقة المصممة مسبقا دون اعتبار لذوق المالك وحاجته. والابتعاد عن بناء مساكن أسمنتية (بشعة على حد وصفه) تحد من حرية ساكنها وتقديده.
ملحق بالكتاب عدة ملاحق تحتوي على دراسات للتكلفة الاقتصادية لبناء المنازل من الطوب اللبن، مدى تحمل هذه المباني عبر تجارب أقيمت عليها وطريقة تنظيم العمل في هذه المشاريع.